# Episodi di Grani di pepe (quindicesima stagione)
La quindicesima stagione della serie televisiva Grani di pepe è stata trasmessa in prima visione in Germania dal 24 novembre al 29 dicembre 2018 sul canale televisivo Das Erste.
| N° | Titolo originale    | Prima TV Germania |
| -- | ------------------- | ----------------- |
| 1  | Für die Kunst       | 24 novembre 2018  |
| 2  | Natürlich Jule      | 24 novembre 2018  |
| 3  | Die Aal-Mafia       | 24 novembre 2018  |
| 4  | Die Aussteigerin    | 1º dicembre 2018  |
| 5  | Das Wunderkind      | 1º dicembre 2018  |
| 6  | Die Alte Frau       | 1º dicembre 2018  |
| 7  | Abi um jeden Preis  | 15 dicembre 2018  |
| 8  | Schwimmbadhelden    | 15 dicembre 2018  |
| 9  | Fischköppe          | 15 dicembre 2018  |
| 10 | Aliens              | 22 dicembre 2018  |
| 11 | Der doppelte Willie | 22 dicembre 2018  |
| 12 | Tankstopp           | 29 dicembre 2018  |
| 13 | Stille Nacht        | 29 dicembre 2018  |

## Für die Kunst
- Scritto da: Silja Clemens
- Diretto da: Daniel Drechsel-Grau

I Grani di pepe aiutano i Goldman ad organizzare un'esposizione dei dipinti di Sam all'interno del caffè di famiglia; anche un famoso gallerista di New York è interessato alle opere e annuncia la sua visita, ma Il giorno dell'appuntamento con lui i Goldman scoprono che tutti i quadri sono stati rubati. Alla squadra è subito chiaro che il ladro deve essere stato all'inaugurazione della mostra e interroga i vari sospetti finché non diventa chiaro che il colpevole del furto sia Gerrit Grünberg, un artista più famoso che però da anni non riesce più ad avere nuove idee. Questi, messo alle strette, rapisce Alice, ma il resto del gruppo arriva prontamente sul posto e ne sventa i piani. Sam può così vendere le sue opere al gallerista americano, il quale le acquista tutte e gli offre un lavoro a New York. 

## Natürlich Jule
- Scritto da: Silja Clemens
- Diretto da: Daniel Drechsel-Grau

La seguitissima vlogger di cosmetica naturale Jule si trasferisce ad Amburgo e finisce nella scuola frequentata anche dai Grani di pepe, dove appena arrivata regala a tutte le ragazze dei mascara della sua linea; nel provarlo Lisha ha però una reazione allergica, e dalle analisi il cosmetico risulta contenere diverse componenti chimiche. La squadra mette immediatamente Jule al corrente della sua scoperta e quest'ultima, sorpresa, chiede spiegazioni a René Patzer, il capo dell'agenzia con cui ha un contratto. Quando si rende conto che questi è esclusivamente interessato al denaro e sta solo sfruttando la sua popolarità, Jule, con l'aiuto dei Grani di pepe, ottiene una confessione da lui e decide di rescindere il contratto. Nel finale, Alice convince i genitori di Benny a lasciarlo andare per un anno con la famiglia Goldman a New York, mentre Johannes e Lisha si mettono definitivamente insieme.

## Die Aal-Mafia
- Scritto da: Anja Jabs
- Diretto da: Daniel Drechsel-Grau

Alice viene coinvolta in una presunta operazione di salvataggio da Maxi, all'apparenza un membro del gruppo ambientalista dei Greencats, la quale, venendo inseguita da due uomini, le chiede di nascondere il suo zainetto senza guardarne il contenuto. La curiosità della piccola ha tuttavia la meglio e Alice scopre così che all'interno dello stesso vi sono dei piccoli di anguilla, una specie protetta; alla sua richiesta di spiegazioni, Maxi le risponde che gli animali erano destinati ad un laboratorio e che il suo intento è di liberarli nell'Alster. I Grani di pepe scoprono però che Maxi aveva in realtà rubato le anguille per venderle di contrabbando in Asia, e, dopo averla rintracciata e immobilizzata, la fanno arrestare assieme al suo socio. Nel frattempo i genitori di Johannes gli comunicano che dovrà trasferirsi da loro a Città del Capo; Lisha è disperata, ma nel finale riceve la notizia che potrà stare per un anno in Sudafrica con lui.

## Die Aussteigerin
- Scritto da: Anja Jabs
- Diretto da: Daniel Drechsel-Grau

Lisha distribuisce volantini per reclutare i nuovi Grani di pepe quando una ragazza di nome Kira le ruba il portafogli; l'undicenne Nele ha visto tutto e l'avvisa del furto subito, ma il tentativo delle due di chiedere spiegazioni a Kira viene fermato dalle minacce di due ragazzi più grandi. Le ragazze seguono allora i borseggiatori fino a raggiungere il covo della gang di cui fanno parte, dove Kira decide di restituire a Lisha il maltolto, e, di lì a poco, anche di uscire dalla banda. Nel frattempo Nele decide di pedinare Moro, il leader della gang, il quale rivende le carte di credito ottenute dai borseggi senza dividere i guadagni con gli altri, ma viene scoperta e portata di forza al covo. A questo punto suo fratello Levin, Kira, Lisha e il figlio adottivo dei genitori di quest'ultima, Tayo, si recano sul posto, liberano Nele e, grazie all'intervento del piccolo Femi, chiamano la polizia. Lisha può partire tranquilla: i nuovi Grani di pepe sono pronti all'azione.

## Das Wunderkind
- Scritto da: Anja Jabs
- Diretto da: Andrea Katzenberger

Invitata dalla madre Krissi, Nele è all'interno dell'Elbphilharmonie quando assiste al rapimento del giovane pianista prodigio coreano Kim Soo-Ri. Con l'aiuto di Levin, Nele riesce a infilarsi nel furgone dove il musicista è stato caricato con la forza e, dopo averlo slegato, alla prima occasione i ragazzi scappano e si rifugiano all'interno del Cafè Goldman, dove lavora Imke, l'altra mamma di Nele. I malviventi tornano però alla riscossa e i due sono costretti a darsi nuovamente alla fuga, riuscendo infine a rifugiarsi all'interno di un capannone. A quel punto Levin si mette sulle loro tracce e, dopo aver avvertito il resto della squadra, giunge sul posto, dove però poco dopo arriva anche la manager di Kim; questa, d'accordo con i rapitori, escogita una trappola per farlo rapire nuovamente e spartirsi con loro il riscatto, ma i Grani di pepe la fermano in tempo e chiamano la polizia, facendo arrestare i criminali.

## Die alte Frau
- Scritto da: Anja Jabs
- Diretto da: Andrea Katzenberger

Tayo e Femi incontrano in un parco un'anziana signora che versa in cattive condizioni di salute e che sembra aver perso la memoria, e così la portano al quartier generale insieme al cane randagio che le fa compagnia. Dopo che anche il resto della squadra ha fatto la conoscenza della donna, i Grani di pepe scoprire il suo vero nome, Irma, nonché la casa dove risiedeva. Alla richiesta di spiegazioni dei ragazzi, Irma confessa loro di aver ricevuto una notifica di sfratto e che, non potendo permettersi di affittare un'altra abitazione, è costretta da qualche tempo a vivere per strada. Sua nipote Franzi, nel frattempo, è arrivata appositamente da Monaco per cercarla, ma, quando i piccoli detective la rintracciano e la portano al quartier generale, Irma è scappata e ha un mancamento. Fortunatamente la squadra, grazie al decisivo aiuto del randagio, riesce però a ritrovarla e a chiamare i soccorsi per tempo.

## Abi um jeden Preis
- Scritto da: Anja Jabs
- Diretto da: Andrea Katzenberger

La studentessa Antonia si mette d'accordo con l'amica Sophie per girare un video in cui sembra che Martin, suo professore di inglese, tenti di violentarla, e di lì a poco lo minaccia di denunciarlo se questi non gli alza il voto. Quando Femi sente i genitori adottivi parlare dell'incidente, temendo che l'affido suo e di Tayo possa essere revocato a causa dell'accaduto, allerta il resto dei Grani di pepe, i quali si mettono subito all'opera aiutare Martin. Il tentativo di Kira di cancellare il video dal telefono di Antonia viene però scoperto e l'intera vicenda viene fuori, costringendo così la preside dell'istituto, anche in virtù dei finti lividi che nel frattempo la studentessa si è procurata con l'aiuto dell'ignaro amico Philipp, a sospendere l'insegnante. Levin e Nele riescono però a registrare una conversazione compromettente tra Antonia e Sophie e, con l'aiuto di Philipp, spingono la presunta vittima a ritirare le sue false accuse.

## Schwimmbadhelden
- Scritto da: Franca Düwel
- Diretto da: Andrea Katzenberger

Due piccoli criminali Lenny (21 anni) e Armin (21),vogliono rubare due bottiglie di gas cloro dalla piscina. il cane di Femi si mette sulla loro strada. E poi anche Femi diventa testimone silenzioso del loro atto. Lenny e Armin sono terrorizzati: non è così che l'hanno programmato!
Mentre Kira, Tayo e Levin cercano di trovare Femi di nuovo, i due ladri forgiano un piano sinistro: vogliono rimuovere i loro unici testimoni. Femi, che è sola con Nele in noleggio canoe, è in grande pericolo!

## Fischköppe
- Scritto da: Silja Clemens
- Diretto da: Andrea Katzenberger

In primo luogo, i grani di pepe trovano macchie di sangue nel chiosco del pesce di Sven Dierksens e l'intero posto è devastato. Tutto indica che i teppisti cercano il padre di Kira.
Tutto risale ad una vecchia organizzazione degli "hooligans".
Ma cosa c'entra Sven Dierksen con loro? Sven è silenzioso, Kira si mette al fianco di suo padre - e saluta i grani di pepe. Indaga da sola e viene catturata dai teppisti pericolosi.

## Aliens
- Scritto da: Catharina Junk
- Diretto da: Andrea Katzenberger

Nele incontra Ludwig , un credente degli UFO che si prepara ad essere raccolto da un'astronave aliena. Spera di incontrarsi di nuovo con sua figlia Nova, che crede, essere stata catturata dagli alieni sette anni fa ed è scomparsa nella distesa della galassia. I grani di pepe troveranno un volantino per l'evento Athena gestito da Ariel ed Elara
Almeno questo è ciò che promettono Ariel ed Elara, che fingono di essere in contatto con alieni convincendo Ludwig e altri credenti UFO. Non solo Kira è scettica. La ricerca sui grani di pepe e trova rapidamente indizi che indicano frode e inganno. Ludwig si convince?. Durante la puntata si nota un'attrazione di Kevin per Kira.

## Der doppelte Willie
- Scritto da: Catharina Junk
- Diretto da: Felix Ahrens

Durante una passeggiata con Pepper, Tayo e Femi incontrano una ragazza la cui cagna è stata rubata. I grani di pepe prendono le indagini e incontrano un laboratorio segreto in cui il veterinario dr. Kunschnereith clona illegalmente cani. Passando per il quartier generale Levin sente Nele e kira parlare di lui, con la conclusione che Kira non é cotta di lui, anche se in realtà non è proprio vero.
Kira e Nele incontrano Jorge González all'ufficio del veterinario e chiedono che cosa voglia Jorge González dal veterinario.
Jorge González, celebrità e fiero proprietario del cane, vuole anche che il suo cane Willie sia clonato e diventi così immortale.  I grani di pepe prendono il caso nelle mani. La proprietaria del cane, sembra abbia una cotta per Levin e questo fa ingelosire un po' Kira, ma alla fine quando le chiede di uscire per andare al cinema, Levin rifiuta e scambia un sorriso con Kira.

## Tankstopp
- Scritto da: Jörg Reiter
- Diretto da: Felix Ahrens

Imke e Krissi Grevemeyer cadono dalle nuvole quando un ufficiale di polizia si trova davanti alla loro porta. Un benzinaio asserisce senza problemi, si sono riforniti e se ne sono andati senza pagare. Lo ha mostrato. Per il poliziotto, la questione è chiara: tipo di veicolo, colore dell'auto e numero di targa corrispondono. Dal momento che non è previsto che la polizia cerchi altre tracce, prendono in mano il caso, i grani di pepe. Tuttavia, l'indagine è difficile perché sono a corto di amici. Tayo e Femi non sono raggiungibili. Drammatici motivi li portano a scappare di casa.

## Stille Nacht
- Scritto da: Jörg Reiter
- Diretto da: Felix Ahrens

Natale si sta avvicinando Tayo e Femi sono ansiosi di vedere una mostra sull'argomento. . Sul posto, Tayo osserva che Babbo Natale fa un'apparizione sospetta su una mostra e distrugge un prezioso vecchio ornamento di Natale durante la fuga. Ma la colpa viene data a Tayo che subisce la collera del direttore.
Per alleggerirlo, i grani di pepe devono trovare il vero colpevole. Con loro sorpresa, la mostra è il foglio originale di "Silent Night, Holy Night". Un vecchio canto natalizio. Per sapere chi c'è dietro questo caso sono necessarie alcune manovre e trucchi rischiosi. Levin è innamorato di Kira e prova a conquistarla con una lettera e poi con una canzone rap scritta da lui, dopo averla cantata Kira non reagisce come Levin sperava e scappa, ma Kira lo raggiunge e lo bacia.